# Macedonië op de Olympische Zomerspelen 2004
Macedonië nam deel aan de Olympische Zomerspelen 2004 in Athene, Griekenland. In tegenstelling tot de vorige editie werd dit keer geen medaille gewonnen.

## Deelnemers en resultaten
(m) = mannen, (v) = vrouwen 
| Sport       | Olympiër                | Discipline                   | Resultaat | Prestatie                                                                                                 |
| ----------- | ----------------------- | ---------------------------- | --------- | --- |
| Atletiek    | Vanco Stojanov          | 800 m (m)                    | 1e ronde  | 1R serie 8: 1.49,0 (7e)                                                                                   |
| Atletiek    | Aleksandra Vojnevska    | 100 m (v)                    | 1e ronde  | 1R serie 5: 12,15 (6e)                                                                                    |
| Kanovaren   | Lazar Popovski          | K1 slalom (m)                | 16e       | series: 193.06 (96.92 - 96.14; 6e) HF: 100.80                                                             |
| Schietsport | Divna Pesic             | 50 m kkg, drie houdingen (v) | 32e       | 555 punten (liggend 188: 94-94, staand 182: 95-87, knielend 185: 95-90)                                   |
| Schietsport | Divna Pesic             | 10 m luchtgeweer (v)         | 44e       | 368 punten                                                                                                |
| Worstelen   | Sihamir Osmanov         | tot 74 kg (m)                | 17e       | groep 7: 3e (1TP, 1CP) verloor van Nicolay Paslar (Bul) (1-3) verloor van Krystian Brzozowski (Pol) (0-4) |
| Worstelen   | Magomed Ibragimov       | tot 84 kg (m)                | 12e       | groep 6: 3e (2TP, 1CP) verloor van Eul-Jae Moon (Kor) (0-4) verloor van Gochev Miroslav (Bul) (2-4)       |
| Zwemmen     | Aleksandar Malenko      | 200 m vrij (m)               | series    | series: 1.53,00                                                                                           |
| Zwemmen     | Aleksandar Miladinovski | 100 m vlinder (m)            | series    | series: 55,71                                                                                             |
| Zwemmen     | Aleksandar Miladinovski | 200 m wissel (m)             | series    | series: 2.07,39                                                                                           |
| Zwemmen     | Zoran Lazarovski        | 200 m vlinder (m)            | series    | series: 2.02,26                                                                                           |
| Zwemmen     | Vesna Stojanovska       | 200 m vrij (v)               | series    | series: 2.04,64                                                                                           |
| Zwemmen     | Vesna Stojanovska       | 400 m vrij (v)               | series    | series: 4.19,39                                                                                           |
| Zwemmen     | Vesna Stojanovska       | 200 m vlinder (v)            | series    | series: 2.16,51                                                                                           |

Afghanistan · Albanië · Algerije · Amerikaanse Maagdeneilanden · Amerikaans-Samoa · Andorra · Angola · Antigua en Barbuda · Argentinië · Armenië · Aruba · Australië · Azerbeidzjan · Bahama's · Bahrein · Bangladesh · Barbados · België · Belize · Benin · Bermuda · Bhutan · Bolivia · Bosnië en Herzegovina · Botswana · Brazilië · Britse Maagdeneilanden · Brunei · Bulgarije · Burkina Faso · Burundi · Cambodja · Canada · Centraal-Afrikaanse Republiek · Chili · China · Chinees Taipei · Colombia · Comoren · Congo-Brazzaville · Congo-Kinshasa · Cookeilanden · Costa Rica · Cuba · Cyprus · Denemarken · Djibouti · Dominica · Dominicaanse Republiek · Duitsland · Ecuador · Egypte · El Salvador · Equatoriaal-Guinea · Eritrea · Estland · Ethiopië · Fiji · Filipijnen · Finland · Frankrijk · Gabon · Gambia · Georgië · Ghana · Grenada · Griekenland · Groot-Brittannië · Guam · Guatemala · Guinee · Guinee‑Bissau · Guyana · Haïti · Honduras · Hongarije · Hongkong · Ierland · IJsland · India · Indonesië · Irak · Iran · Israël · Italië · Ivoorkust · Jamaica · Japan · Jemen · Jordanië · Kaaimaneilanden · Kaapverdië · Kameroen · Kazachstan · Kenia · Kirgizië · Kiribati · Koeweit · Kroatië · Laos · Lesotho · Letland · Libanon · Liberia · Libië · Liechtenstein · Litouwen · Luxemburg · Macedonië · Madagaskar · Malawi · Malediven · Maleisië · Mali · Malta · Marokko · Mauritanië · Mauritius · Mexico · Micronesië · Moldavië · Monaco · Mongolië · Mozambique · Myanmar · Namibië · Nauru · Nederland · Nederlandse Antillen · Nepal · Nicaragua · Nieuw-Zeeland · Niger · Nigeria · Noord-Korea · Noorwegen · Oeganda · Oekraïne · Oezbekistan · Oman · Oostenrijk · Oost‑Timor · Pakistan · Palau · Palestina · Panama · Papoea-Nieuw-Guinea · Paraguay · Peru · Polen · Portugal · Puerto Rico · Qatar · Roemenië · Rusland · Rwanda · Saint Kitts en Nevis · Saint Lucia · Saint Vincent en Grenadines · Salomonseilanden · Samoa · San Marino · Sao Tomé en Principe · Saoedi-Arabië · Senegal · Servië en Montenegro · Seychellen · Sierra Leone · Singapore · Slovenië · Slowakije · Soedan · Somalië · Spanje · Sri Lanka · Suriname · Swaziland · Syrië · Tadzjikistan · Tanzania · Thailand · Togo · Tonga · Trinidad en Tobago · Tsjaad · Tsjechië · Tunesië · Turkije · Turkmenistan · Uruguay · Vanuatu · Venezuela · Verenigde Arabische Emiraten · Verenigde Staten · Vietnam · Wit-Rusland · Zambia · Zimbabwe · Zuid-Afrika · Zuid-Korea · Zweden · Zwitserland